# La Postolle
La Postolle este o comună în departamentul Yonne, Franța. În 2009 avea o populație de 156 de locuitori.

## Evoluția populației
| An        | 1975 | 1982 | 1990 | 1999 | 2006 | 2009 |
| --------- | ---- | ---- | ---- | ---- | ---- | ---- |
| Populație | 117  | 109  | 118  | 136  | 154  | 156  |